# Dosso di San Rocco
Il Dosso di San Rocco (in tridentino Dòs de san Ròch) è una delle tre colline che attorniano la città di Trento, alto i 460 metri circa.
Gli altri due dossi che contorniano la città sono il Doss Trento e il Dosso di Sant'Agata, noti, secondo la tradizione, fin dai tempi dei Romani, che avevano affibbiato a Trento il nome Tridentum, ovvero città dei tre denti.

## Geografia

In primissimo piano il Dosso di San Rocco, a destra la città di Trento e sullo sfondo il monte Bondone

Il dosso si colloca tra due grandi arterie stradali, la SS 349 della Val d'Assa e la SS 12 del Brennero.
Il dosso in sé è attraversato da molteplici sentieri e strade sterrate, che raggiungono anche alcuni punti panoramici, dove si può ammirare la città di Trento da sud.
In cima al dosso si trovano le rovine del forte San Rocco, un vecchio forte austro-ungarico, oggi di proprietà privata.
L'area del dosso comprende circa 102 ettari, suddivisi in due macro aree:
- 34 ettari adibiti a:
  - centro recupero aviofauna
  - 17 ettari al parco botanico ("bosco di Trento")
- 68 ettari sono invece ulteriormente divisi in:
  - 41 ettari in vivaio forestale
  - 27 sotto gestione per attività venatoria (caccia)

## Bosco della città
Questo dosso è anche conosciuto come il "bosco della città". Questo luogo contiene diverse specie vegetali, di cui molte anche importate dal resto del mondo.
Il parco oltre ad offrire molte possibili passeggiate, offre molte panchine e punti d'acqua per ristorarsi nelle giornate più afose.

## Sede LIPU
Sempre attorno al dosso, si trova una delle sedi della Lega Italiana Protezione Uccelli (LIPU), ovvero un centro aviofauna della provincia di Trento.